# Carola Fuentes
María Carolina Fuentes Prieto (Santiago de Chile, 1970), conocida como Carola Fuentes, es una periodista chilena que ha desarrollado la mayor parte de su carrera profesional en televisión, trabajando en medios como Canal 13, TVN y CNN Chile. Socia, junto a Rafael Valdeavellano, de la productora "La Ventana Cine".

## Biografía

### Inicios
Nació en Santiago de Chile en 1970. Estudió periodismo en la Pontificia Universidad Católica de Chile y luego cursó una beca en Stanford University el año 2005 (Knight Journalism Fellowships) https://jsk.stanford.edu/fellows/class-of-2006/carola-fuentes/. Su carrera periodística inició en 1992, a través del departamento de prensa de UC-TV, donde se le asignó la realización de reportajes especiales, incluyendo varias investigaciones sobre abusos a los consumidores e investigaciones encubiertas, infiltrándose en bandas de delincuentes, desenmascarando organizaciones de estafadores y exponiendo las irregularidades cometidas por figuras públicas.

### Carrera profesional
Desde 1999 hasta el 2001, fue corresponsal de noticias de Canal 13 en Estados Unidos, con residencia en Nueva York. En este rol le tocó cubrir los eventos noticiosos más importantes en esos años, como el atentado de las Torres Gemelas en el 2001, las elecciones presidenciales de los Estados Unidos en el año 2000, la historia de Elían, el niño balsero de Cuba y todo el proceso de publicación de documentos desclasificados de la CIA sobre la intervención en Chile a principios de la década de los 70 y que culminó con el Golpe Militar. En 1999 fue enviada especial a Londres para cubrir los últimos meses de la detención de Augusto Pinochet en Inglaterra (Caso Pinochet).
El 2002 regresa a Chile y se integra al programa Contacto, de Canal 13, como realizadora de reportajes de investigación periodística. Fue la responsable  de algunos de los más importantes golpes noticiosos del país, como el reportaje que llevó a la captura del prófugo más buscado por la policía chilena, Paul Schäfer, en Argentina; la investigación que destapó la existencia de redes de pedofilia por internet en Chile, conocida como el Caso Paidos; y la investigación en terreno sobre la  Trata de Blancas de mujeres chilenas que son prostitutas en Japón, entre otros más.
En diciembre del 2008, Carola Fuentes formó parte del equipo periodístico de CNN Chile y conduce el noticiero  Express Matinal de CNN Chile.

### Actualidad
El año 2012 se independiza y se suma al equipo de "La Ventana Cine" productora audiovisual basada en Chile y fundada por su marido, Rafael Valdeavellano el año 2006. 
Desde la producción independiente investiga y dirige reportajes para el programa Informe especial de TVN, con foco en temas de relevancia pública como el endeudamiento de los chilenos con el retail financiero, las peligrosas relaciones entre los médicos y los laboratorios farmacéuticos, las triste aventura cinematográfica de los 33 mineros de Atacama y la amenaza de los relaves mineros en Chile.  
Produce y edita dos temporadas del programa  ¿Por qué en mi jardín?, y se desempeña como conductora del programa de investigación ¿Qué comes?. Tras producir la primera temporada de "Y tú Qué Harías" (TVN 2017) crea y conduce la serie 10 chilenos que están cambiando el mundo.
En noviembre de 2015 se estrenó en cines el documental Chicago Boys, que escribió y dirigió junto a Rafael Valdeavellano.

## Premios obtenidos
Por sus reportajes ha recibido varios premios y reconocimientos internacionales. 
- “10 chilenos que están cambiando el mundo” 
Mejor Serie Documental, Premio Periodismo de Excelencia, Universidad Alberto Hurtado, 2018. 
- “Chicago Boys” 
Premio Pedro Sienna, mejor película documental 2016. 
Premio Mejor Dirección, Sanfic 2015. Mejor Documental Internacional, Sunscreen 2017. 
Mejor Documental Latinoamericano, DOCs MX 2016. 
- “Médicos y Laboratorios, Relaciones peligrosas”
Premio Excelencia Periodismo, Universidad Alberto Hurtado. 2014
- “Chile en Cuotas”
Premio Excelencia Periodismo, Universidad Alberto Hurtado. 2013.
- “Por qué en Mi Jardín”
Premio Excelencia Periodismo, Universidad Alberto Hurtado. 2011.
- “Minas de Oro, Desechos de Muerte” 
Premio al mejor Reportaje de larga duración 2010 UAI.
Segundo lugar premio periodismo de excelencia audiovisual, Universidad Alberto Hurtado. 2010 
[Contacto (programa de televisión)] 
- “Se busca: Paul Schaefer” 
Nominado a los premios EMMY INTERNACIONAL 2006 como mejor documental.
- “Trata de Blancas”
Nominado al Premio Fundación Nuevo periodismo 2004. 
-10 Chilenos que están cambiando el mundo 
Ganador Fondo CNTV 2014. 
-Chicago Boys
Ganador fondo CNTV 2012 
-Por Qué en Mi Jardín 
ganador Fondo CNTV 2012 -2010
En el año 2005 fue una de las 12 becadas internacionales de la Knight Fellowship for Professional Journalists, para estudiar durante un año en la Universidad de Stanford, California.